# Rosario Poma
Rosario Poma (Erice, 2 novembre 1925 – Firenze, 17 maggio 2006) è stato un giornalista italiano, cronista di nera e giudiziaria de La Nazione di Firenze, quotidiano con cui ha collaborato anche dopo la pensione.
Giornalista professionista dal 1956, ha debuttato nel mondo del giornalismo da studente. Il suo primo articolo fu pubblicato il 4 dicembre 1942 dal quotidiano palermitano L'Ora. Fu poi redattore del Corriere Trapanese.
Nel 1953 entrò a far parte della redazione del quotidiano fiorentino La Nazione. Fu anche autore di saggi, attività per la quale aveva ricevuto il premio per la cultura della Presidenza del Consiglio.